# Joachim Löw
Joachim „Jogi” Löw (ur. 3 lutego 1960 w Schönau im Schwarzwald) – niemiecki trener piłkarski i piłkarz.

## Kariera zawodnicza
Joachim Löw profesjonalną karierę piłkarską rozpoczął w 1978 roku w występującym wówczas w 2. Bundeslidze SC Freiburg. Następnie w 1980 roku przeszedł do VfB Stuttgart, w barwach którego zadebiutował w Bundeslidze dnia 7 lutego 1981 roku w przegranym meczu wyjazdowym swojego zespołu z FC Köln (1:3). Zespół sezon 1980/1981 zakończył rozgrywki na 3. miejscu, jednak Löw nie zdołał przebić się do podstawowego składu zespołu (wystąpił w zaledwie czterech meczach) i po sezonie opuścił klub.
Następnym klubem w karierze Löwa był Eintracht Frankfurt, gdzie w sezonie 1981/1982 odegrał większą rolę, niż w VfB Stuttgart (24 mecze, 5 goli). Po sezonie wrócił do SC Freiburg, gdzie w latach 1982–1984 rozegrał w 2. Bundeslidze rozegrał 65 meczów i strzelił 25 goli. Potem wrócił do Bundesligi, tym razem reprezentując barwy Karlsruher SC, gdzie rozegrał 24 mecze i strzelił 2 bramki, nie uchronił wraz z kolegami klubu przed spadkiem z ligi i sezon 1984/1985 klub zakończył na przedostatnim 17. miejscu. Następnie ponownie wrócił do SC Freiburg, gdzie występował do 1989 roku (116 meczów i 38 bramek). Łącznie w Bundeslidze rozegrał 52 mecze i strzelił 7 goli, a w 2. Bundeslidze zagrał w 252 meczach, strzelając w nich 81 goli.
Potem Löw wyjechał do Szwajcarii w celu kontynuowania kariery piłkarskiej. Reprezentował tam kluby: FC Schaffhausen (1989–1992), FC Winterthur (1992–1994) i FC Frauenfeld (1994–1995), gdzie zakończył piłkarską karierę.

## Kariera reprezentacyjna
Joachim Löw w latach 1979–1980 rozegrał 4 mecze w reprezentacji Niemiec U-21. W seniorskiej reprezentacji Niemiec nigdy nie zagrał.

## Kariera trenerska
Pracę trenerską rozpoczął jeszcze jako zawodnik, będąc m.in. grającym trenerem FC Frauenfeld. Od lipca 1995 był asystentem pierwszego trenera VfB Stuttgart Rolfa Fringera, którego zastąpił w sierpniu 1996, początkowo jako trener tymczasowy. Pozostał trenerem zespołu ze Stuttgartu do końca sezonu 1997/1998, zdobywając w 1997 Puchar Niemiec, a rok później doprowadzając drużynę do finału Pucharu Zdobywców Pucharów. Później był trenerem Fenerbahçe, Karlsruher SC, tureckiego Adanaspor, FC Tirol Innsbruck (mistrzostwo Austrii 2002), Austrii Wiedeń. W sierpniu 2004 został asystentem nowego selekcjonera reprezentacji Niemiec Jürgena Klinsmanna.
Po Mundialu 2006, na którym Niemcy zajęli 3. miejsce, Klinsmann złożył rezygnację, a niemiecka federacja mianowała jego następcą Joachima Löwa. Objął on funkcję 1 sierpnia 2006. Jego największym sukcesem trenerskim jest doprowadzenie reprezentacji Niemiec do złotego medalu na Mistrzostwach Świata w Brazylii w 2014 roku, srebrnego medalu Mistrzostw Europy w 2008 roku i brązowego Mistrzostw Świata w RPA 2010 wygraną z Urugwajem 3:2. Na Euro 2012 Niemcy wygrali grupę B pokonując Portugalię 1:0, Holandię 2:1 i Danię 2:1. W ćwierćfinale pokonali Greków 4:2. Faworyzowani Niemcy przegrali w półfinale z Włochami 1:2. Dwie bramki dla Włochów zdobył Mario Balotelli, a dla Niemców z rzutu karnego Mesut Özil. Na Mistrzostwach Świata w 2014 jego reprezentacja trafiła do grupy z Portugalią, Ghaną i USA. Niemcy zdobyli w grupie 7 punktów po zwycięstwach z Portugalią i USA (4:0 i 2:1) i remisie z Ghaną 2:2. W 1/8 finału pokonali po dogrywce Algierię 2:1, w ćwierćfinale ograli Francję 1:0. W półfinale rozgromili reprezentację Brazylii 7:1. W meczu finałowym reprezentacja Niemiec pokonała Argentynę 1:0 po dogrywce. Bramkę dla swojej drużyny w 113 minucie zdobył Mario Götze.
9 marca 2021 ogłosił, że po Euro 2020 zakończy pracę z reprezentacją.

## Statystyki trenerskie
Aktualne na czerwiec 2021.
| Klub               | Od                   | Do               | M   | Z   | R  | P  | %Z    | Uw.   |
| ------------------ | -------------------- | ---------------- | --- | --- | -- | -- | ----- | ----- |
| VfB Stuttgart      | 14 sierpnia 1996     | 21 maja 1998     | 89  | 46  | 20 | 23 | 51,69 | [ 3 ] |
| Fenerbahçe SK      | 1 lipca 1998         | 30 maja 1999     | 38  | 24  | 6  | 8  | 63,16 | [ 4 ] |
| Karlsruher SC      | 25 października 1999 | 19 kwietnia 2000 | 18  | 1   | 7  | 10 | 5,56  | [ 4 ] |
| Adanaspor          | 20 grudnia 2000      | 2 marca 2001     | 6   | 0   | 2  | 4  | 0,00  | [ 4 ] |
| FC Tirol Innsbruck | 10 października 2001 | 18 czerwca 2002  | 27  | 13  | 5  | 9  | 48,15 | [ 5 ] |
| Austria Wiedeń     | 1 lipca 2003         | 24 marca 2004    | 32  | 16  | 8  | 8  | 50,00 | [ 6 ] |
| Niemcy             | 12 lipca 2006        | 30 lipca 2021    | 198 | 124 | 40 | 34 | 62,63 | [ 7 ] |
| Łącznie            | Łącznie              | Łącznie          | 408 | 224 | 88 | 96 | 54,90 | –     |

## Osiągnięcia

### Trenerskie
VfB Stuttgart
- Puchar Niemiec: 1997
- Finał Pucharu Ligi Niemieckiej: 1997
- Finał Puchar Zdobywców Pucharów: 1998

Tirol Innsbruck
- Mistrzostwo Austrii: 2002

Austria Wiedeń
- Superpuchar Austrii: 2003

Reprezentacja Niemiec
- Mistrzostwo świata: 2014
- Brązowy medal mistrzostw świata: 2010
- Wicemistrz Europy: 2008
- Półfinał mistrzostw Europy: 2012, 2016
- Puchar Konfederacji: 2017

### Indywidualne
- Człowiek roku w niemieckiej piłce nożnej: 2011, 2014

## Odznaczenia
- Order Zasługi Republiki Federalnej Niemiec II klasy (2010)[8]
- Srebrny Liść Laurowy (2010[9], 2014[10])